# وول ستريت جورنال
وول ستريت جورنال (بالإنجليزية: The Wall Street Journal) هي جريدة دولية يومية باللغة الإنكليزية تنشرها شركة نشر الأمور الاقتصادية داو جونز في مدينة نيويورك مع طبعات آسيوية وأوروبية. واعتبارًا من عام 2007، بلغ تداول نسخ الجريدة اليومية في جميع أنحاء العالم ما يزيد عن مليوني دولار، مع ما يقرب من 931000 مشترك في الإنترنت. وكانت أكبر الصحف تداولا في الولايات المتحدة حتى تشرين الثاني/نوفمبر 2003، عندما تجاوزتها يو إس إيه توداي (USA Today). ومنافستها الرئيسية هي فاينانشال تايمز اللندنية، التي تنشر أيضا العديد من الطبعات الدولية.
تغطي هذه الجريدة في المقام الأول الأعمال التجارية في الولايات المتحدة والعالم والأخبار والقضايا المالية. وقد أتى اسم الجريدة من وول ستريت، وهو شارع في مدينة نيويورك يشكل قلب المنطقة المالي. وقد طبعت بشكل مستمر منذ تأسيسها في 8 تموز / يوليو، عام 1889، من قبل تشارلز داو (Charles Dow)، وإدوارد جونز (Edward Jones) وتشارلز بيرغشترسر (Charles Bergstresser). فازت الصحيفة بجائزة بوليتزر 33 مرة ، بما فيها جوائز 2007 لخيارات الأسهم بأثر رجعي والآثار السلبية لاقتصاد الصين المزدهر.

## تاريخ الجريدة

### البدايات
تأسست شركة داو جونز الناشرة لجريدة وول ستريت، عام 1882 من قبل الصحفيين تشارلز داو، وإدوارد جونز وتشارلز بيرغشترسر. وقد حول جونز اسمها من (Customers' Afternoon Letter) إلى جريدة وول ستريت، ونشرت لأول مرة في عام 1889، وبدأ توزيع خدمة أخبار داو جونز (Dow Jones News Service) عبر التلغراف. وقد كانت الجريدة تعرض مؤشر جونز، وهو أول مؤشر من عدة مؤشرات لأسعار البورصة والسندات في بورصة نيويورك.
استطاع الصحفي كلارينس بارون التحكم في الشركة بعد شراء الجريدة بـ 130,000 دولار في عام 1902. وكان تداول الجريدة حينئذ حوالي 7000 لكنه ارتفع إلى 50000 بحلول نهاية العشرينيات من القرن التاسع عشر. وكان لبارون وأسلافه الفضل في خلق مناخ من عدم الخوف، وإعداد التقارير المالية المستقلة.
توفي بارون في عام 1928، أي قبل عام من الثلاثاء الأسود، وانهيار سوق الأوراق المالية التي أدت إلى الكساد الكبير في الولايات المتحدة. أحفاد بارون، وهم من أسرة بانكروفت، واصلوا السيطرة على الشركة حتى عام 2007. في وقت لاحق، قامت شركة وودورثس (Woodworths) بنشر الجريدة.
أخذت الجريدة شكلها الحديث البارز في العقد الأربعين من القرن التاسع عشر، وهو الوقت الذي شهدت فيه الولايات المتحدة ومؤسساتها المالية في نيويورك توسعًا صناعيًا. عين برنار كيلجور مديرًا للتحرير في الجريدة في عام 1941، وكرئيس تنفيذي للشركة في عام 1945، وفي نهاية المطاف بعد 25 عاما في الخبرة، عين كرئيس للجريدة. كان كيلجور مصمم ومبدع الأيقونات في الصفحات الأولى، مع ملخص «ما هي الأخبار»، وإستراتيجيته للتوزيع، نقل تداول الجريدة من 33000 في عام 1941 إلى 1.1 مليون دولار عند وفاة كيلجور في عام 1967. وفي زمن كيلجور أيضًا، في عام 1947، فازت الجريدة بأول جائزة بوليتزر، لكتابة الافتتاحية.
ورغم سمعتها كجريدة ذات أخبار تجارية موثوقة ومحايدة، فقد سقطت في الأوقات المضطربة في التسعينيات من القرن التاسع عشر، حيث انخفضت أرباح الإعلانات وارتفعت تكاليف الطباعة – مرتبطة بأول خسارة سنوية في مؤشر داو جونز الصناعي في 1997 – مثيرة التكهنات بأن وقت التغيير الجذري في الجريدة قد حان، أو يجب حان وقت بيعها.

## روابط خارجية
- الموقع الرسمي
- وول ستريت جورنال على موقع الموسوعة البريطانية (الإنجليزية)